# Еруслан (река)
Ерусла́н — река в Саратовской и Волгоградской областях, левый приток Волги. Впадает в Волгоградское водохранилище, образуя Ерусланский залив.
Длина — 278 км, площадь бассейна — 5570 км². Истоки реки расположены на юго-западной окраине Общего Сырта в пределах Саратовской области. Летом Еруслан местами пересыхает, вода солоноватая. Левые притоки Солёная Куба, Яма. Бывший левый приток Торгун впадает в Ерусланский залив.
Часть водонаполнения реки осуществляется через Саратовский оросительно-обводнительный канал.
Название реки происходит от тюрк. арслан — «лев», «барс».

## Притоки

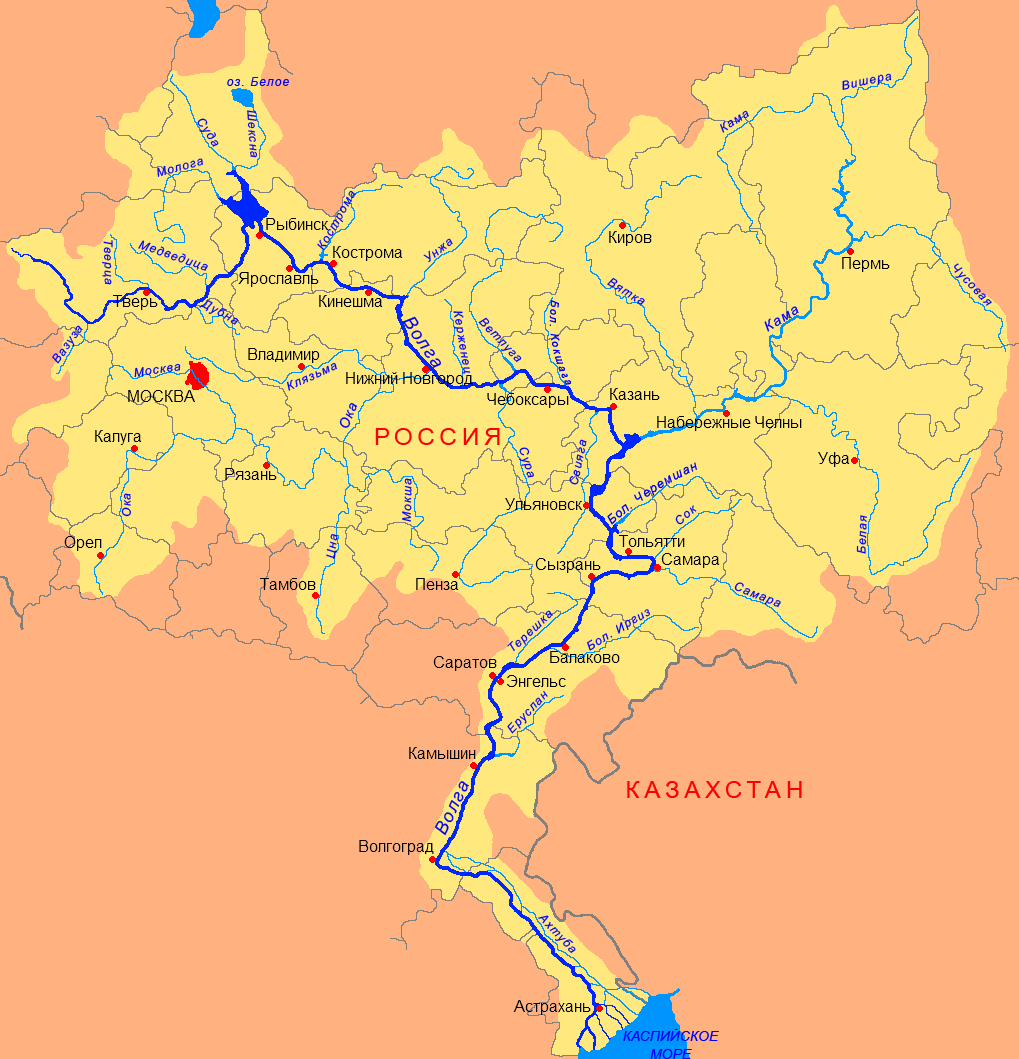
Бассейн Волги

- 6,4 км: Солёная Куба
- 61 км: Бизюк
- 126 км: Жидкая Солянка
- 130 км: Солянка
- 132 км: Гашон
- 164 км: Гашон
- 180 км: Яма

## Населённые пункты на Еруслане
- Фёдоровский район Саратовской области: сёла Плёс, Калдино, Красавка, Николаевка, Семёновка, Митрофановка, Ивановка, Михайловка (железнодорожная станция Еруслан и одноимённый посёлок при ней расположены в 10 км севернее села), Долина.
- Краснокутский район Саратовской области: сёла Репное, Карпёнка, Розовка, Ждановка, Лебедёвка, Константиновка, Логиновка, Верхний Еруслан, город Красный Кут, сёла Норки, Ахмат, Усатово, Дьяковка.
- Ровенский район Саратовской области: сёла Луговское, Мирное
- Старополтавский район Волгоградской области: сёла Салтово, Лятошинка, Кожушкино, Новая Квасниковка, Верхний Еруслан, Старая Полтавка, Новая Полтавка, Валуевка, Беляевка.

## Данные водного реестра
По данным государственного водного реестра России относится к Нижневолжскому бассейновому округу, водохозяйственный участок реки — Еруслан от истока и до устья. Речной бассейн реки — Волга от верхнего Куйбышевского водохранилища до впадения в Каспий.
Код объекта в государственном водном реестре — 11010002012112100011120.